# Lucas Janszoon Waghenaer
Lucas Janszoon Waghenaer (1534 – 1606) è stato un cartografo olandese. Figura di spicco del Secolo d'oro della cartografia olandese, è noto per i suoi contributi pionieristici nel campo della cartografia nautica.

## Carriera

### Vita in mare
Waghenaer è considerato uno dei padri fondatori e tra i membri più celebri della scuola cartografica di Nord Holland, che ha avuto un ruolo fondamentale nello sviluppo iniziale della cartografia nautica olandese. Tra il 1550 e il 1579, Waghenaer navigò sui mari come ufficiale capo. In questi anni, deve essere entrato in contatto con navigatori portoghesi, spagnoli e italiani.
Le conoscenze sulle carte nautiche e le istruzioni di navigazione che Waghenaer acquisì da questi contatti influenzarono notevolmente il suo lavoro successivo. Dopo la carriera di marinaio, lavorò nel porto di Enkhuizen, come esattore di diritti marittimi.

### Cartografia
La sua prima pubblicazione, Spieghel der zeevaerdt (Specchio della navigazione marittima), apparve nel 1584. Questo libro di carte nautiche combinava un atlante di carte nautiche e istruzioni di navigazione con indicazioni per la navigazione nelle acque costiere occidentali e nord-occidentali dell'Europa.
Fu il primo del suo genere nella storia della cartografia nautica e ottenne un successo immediato. Una seconda parte fu pubblicata l'anno successivo e ristampata diverse volte, e tradotta in inglese, tedesco, latino e francese.
Nel 1592, fu pubblicato il suo secondo libro nautico, Thresoor der zeevaert ("Tesoro della navigazione"). La sua terza e ultima pubblicazione, Enchuyser zeecaertboeck (Libro di carte nautiche di Enkhuizen), uscì nel 1598.

### Morte
Waghenaer morì intorno al 1606, a Enkhuizen e apparentemente in povertà, spingendo le autorità municipali a prorogare la sua pensione di un anno per la vedova.

## Opere cartografiche
- Spieghel der zeevaerdt (1584): questo atlante marittimo fu il primo del suo genere ad essere inciso su rame. Conteneva 38 carte nautiche dettagliate che coprivano le coste dell'Europa settentrionale, accompagnate da istruzioni nautiche e descrizioni dei porti. Lo Spieghel der Zeevaerdt divenne rapidamente un punto di riferimento essenziale per i navigatori di tutta Europa, venendo tradotto in diverse lingue e ristampato per oltre un secolo.[6]
- Thresoor der zeevaert (1592): questa seconda opera di Waghenaer si concentrava sulle coste del Mediterraneo e del Mar Nero. Comprendeva 42 carte nautiche e un testo esplicativo che forniva informazioni sui venti, le correnti e i pericoli della navigazione in queste regioni. Il Thresoor der zeevaert consolidò la reputazione di Waghenaer come uno dei più importanti cartografi del suo tempo.[6]
- Enchuyser zeecaertboeck (1598): terza e ultima pubblicazione, questo atlante marittimo si concentrava principalmente sulle coste del Mar Baltico e del Mare del Nord, fornendo una rappresentazione dettagliata delle rotte marittime e dei porti della regione.[6]